# واکنش فینکلشتاین
واکنش فینکلشتاین(به انگلیسی: Finkelstein reaction) که به افتخار شیمیدان آلمانی هانس فینکلشتاین نامگذاری شده‌است، یک واکنش SN2 (جانشینی هسته‌دوستی دومولکولی) شامل تبادل یک اتم هالوژن با هالوژنی دیگر است. این واکنش یک واکنش تعادلی است، اما می‌توان با بهره‌گیری از حلالیت افتراقی نمک‌های هالید، یا با استفاده از مقدار زیادی از نمک یکی از هالیدها، واکنش را به یک سمت به صورت کامل انجام داد.
R–X   +   X′−      R–X′   +   X−